# Barbara Steele
Barbara Steele (n. Birkenhead, de Cheshire, 29 de diciembre de 1937) es una actriz de cine inglesa.
Es famosa principalmente por sus papeles protagónicos en películas de terror gótico italiano de los años 60. Su descubrimiento se produjo en la película de terror La máscara del demonio (1960), del director italiano Mario Bava. Steele representó personajes principales en películas de terror como Pit and the Pendulum (1961), El horrible secreto del doctor Hichcock (1962) y Lo spettro (1963).

## Filmografía
| - La máscara del demonio (1960) - The Pit and the Pendulum (1961) - El horrible secreto del doctor Hichcock (1962) - 8½ (1963) - Lo spettro (1963) - White Voices (1964) - La danza macabra (aka Castle of Blood) (1964) - I lunghi capelli della morte (aka The Long Hair of Death) (1964) - Terror-Creatures from the Grave (1965) - Nightmare Castle (1965) - The She Beast (1966) - Young Törless (1966) - Curse of the Crimson Altar (1968) - Caged Heat (1974) - Shivers (1975) - Piraña (1978) - Silent Scream (1980) - Dark Shadows (TV series revival) (1991) - Fellini Ungrateful Celebration (2005) - The Butterfly Room (2012) - Lost River (2014) - Castlevania (2020) |

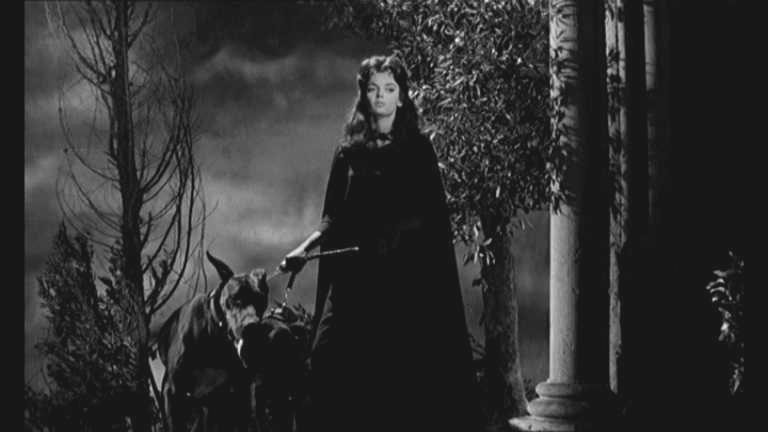
Fotograma de la película de 1960 La máscara del demonio.

## Cultura popular
R. H. W. Dillard tituló su primera colección de poemas The Day I Stopped Dreaming About Barbara Steele  (1966).
En 1982 nace en Múnich el grupo de punk-rock Boom Boom Chuck and The Psychedelic Berry's, que grabó el éxito The eyes of Barbara Steele (Los ojos de Barbara Steele).